# Peter Grünberg
Peter Andreas Grünberg, nemški fizik, * 18. maj 1939, Plzeň (Pilsen), Protektorat Češke in Moravske (danes Češka), † april 2018, Jülich, Nemčija. 
Težišče njegovih raziskav so trda telesa. Njegovo najimenitnejše odkritje je velikanska magnetna upornost (pojav GMR), za kar je leta 2007 skupaj s Fertom prejel Nobelovo nagrado za fiziko. 